# II Giochi olimpici femminili
La seconda edizione dei Giochi olimpici femminili si tenne dal 27 al 29 agosto 1926 presso lo Slottsskogsvallen di Göteborg, in Svezia.

## La competizione
La manifestazione era organizzata dalla Federazione Sportiva Internazionale Femminile (International Women's Sports Federation) guidata da Alice Milliat come risposta all'assenza di gare femminili ai Giochi olimpici di Parigi del 1924.
Ai Giochi presero parte circa 100 atlete provenienti da 9 Paesi: Belgio, Cecoslovacchia, Francia, Regno Unito, Lettonia, Polonia, Svezia, Svizzera e Giappone. Per quest'ultima nazione partecipò una sola atleta, Kinue Hitomi, la quale conquistò due medaglie d'oro nel salto in lungo e nel salto in lungo da fermo, una medaglia d'argento nel lancio del disco, una medaglia di bronzo nelle 100 iarde, un quinto posto nei 600 metri piani e un sesto posto nei 250 metri piani.
Il programma prevedeva 12 specialità dell'atletica leggera, precedute dalla cerimonia di apertura durante la quale tenne un discorso Mary von Sydow, moglie dell'ex Ministro di Stato della Svezia e governatore della provincia di Göteborg e Bohus Oscar von Sydow.

## Risultati
| Specialità | Oro                                                                      | Risultato | Argento         | Risultato | Bronzo                  | Risultato               |
| --- | ------------------------------------------------------------------------ | --------- | --------------- | --------- | ----------------------- | ----------------------- |
| 60 m | Marguerite Radideau                                                      | 7"8       | Florence Haynes | 7"8       | Rose Thompson           | 7"8                     |
| 100 yd | Marguerite Radideau                                                      | 11"8      | Rose Thompson   | 11"8      | Kinue Hitomi            | 12"0                    |
| 250 m | Eileen Edwards                                                           | 33"4      | Vera Palmer     | 34"6      | Marguerite Radideau     | 35"4                    |
| 1000 m | Edith Trickey                                                            | 3'08"8    | Inga Gentzel    | 3'09"4    | Louise Bellon           | 3'10"4                  |
| 100 yd hs | Ludmila Sychrová                                                         | 14"4      | Edith White     | 14"8      | Hilda Hatt              | 15"0                    |
| Staffetta 4×110 yd | Regno Unito Dorothy Scouler Florence Haynes Eileen Edwards Rose Thompson | 49"8      | Francia         | n/d       | Cecoslovacchia          | n/d                     |
| Marcia 1000 m | Daisy Crossley                                                           | 5'10"0    | Albertine Regel | 5'12"4    | solo due atlete in gara | solo due atlete in gara |
| Salto in alto | Hélène Bons                                                              | 1,50 m    | Hilda Hatt      | 1,45 m    | Inga Broman             | 1,45 m                  |
| Salto in lungo | Kinue Hitomi                                                             | 5,50 m    | Muriel Gunn     | 5,44 m    | Zdena Smolová           | 5,28 m                  |
| Salto in lungo da fermo | Kinue Hitomi                                                             | 2,49 m    | Zdena Smolová   | 2,47 m    | Barbara Halliday        | 2,37 m                  |
| Getto del peso a due mani | Maria Vidlaková                                                          | 19,54 m   | Elsa Svensson   | 19,42 m   | Halina Konopacka        | 19,25 m                 |
| Lancio del disco | Halina Konopacka                                                         | 37,71 m   | Kinue Hitomi    | 33,62 m   | Elsa Svensson           | 31,78 m                 |
| Lancio del giavellotto a due mani | Anne-Lisa Adelsköld                                                      | 49,15 m   | Louise Fawcett  | 45,41 m   | Märta Hallgren          | 45,06 m                 |
| record mondiale; record mondiale stagionale; record africano; record asiatico; record europeo; record nord-centroamericano e caraibico; record sudamericano; record oceaniano; record dei campionati; record nazionale; record personale; record personale stagionale. |                                                                          |           |                 |           |                         |                         |

## Classifica a punti

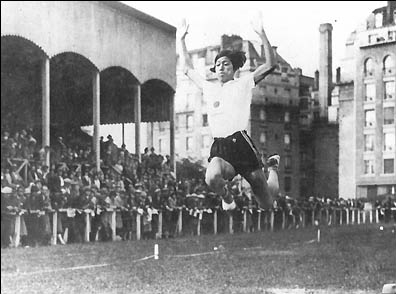
La giapponese Kinue Hitomi: da sola riuscì a far conquistare la quinta posizione al Giappone nella classifica per nazioni

| Pos. | Paese          | Punti |
| ---- | -------------- | ----- |
| 1    | Regno Unito    | 50    |
| 2    | Francia        | 27    |
| 3    | Svezia         | 20    |
| 4    | Cecoslovacchia | 19    |
| 5    | Giappone       | 15    |
| 6    | Polonia        | 7     |
| 7    | Lettonia       | 1     |